# Aeroporto Internazionale di Naypyidaw
L'Aeroporto Internazionale di Naypyidaw (IATA: NYT, ICAO: VYNT), (in birmano: နေပြည်တော် အပြည်ပြည်ဆိုင်ရာ လေဆိပ်) definito come internazionale dal Dipartimento dell'Aviazione Civile di Birmania, è un aeroporto birmano situato a 20 km a sud di Naypyidaw, capitale del Paese, nella parte centrale della Birmania.
La struttura è dotata di una pista in asfalto lunga 3657 m e larga 61 m, l'altitudine è di 90 m, l'orientamento è 18/34 ed è aperta al traffico commerciale 24 ore al giorno.